# Владимир Ангелов Данев
Владимир Ангелов Данев е български офицер, полковник, участник Сръбско-българската (1885), командир на дружина от 5-и пехотен дунавски полк през Балканската (1912 – 1913) и Междусъюзническата война (1913), командир на 2-ри пехотен искърски полк (1915 – 1917) и на 2-ра бригада от 3-та пехотна балканска дивизия през Първата световна война (1915 – 1918).

## Биография
Владимир Данев е роден на 21 май 1866 г. в Русе. На 4 септември 1883 постъпва във Военното на Негово Княжеско Височество училище, като юнкер взема участие в Сръбско-българската война (1885) в редовете на 5-и пехотен дунавски полк. След края на войната продължава образованието си във Военното училище, като достига до звание юнкер, дипломира се 67-и по успех от 163 офицери, на 27 април 1887 г. е произведен в чин подпоручик и зачислен в 1-ви пехотен софийски полк. На 18 май 1890 г. е произведен в чин поручик, а през 1895 в чин капитан. Служи в 17-и пехотен доростолски полк. През 1900 г. е командир на рота от 9-и резервен полк. През 1906 г. е произведен в чин майор. Служи като председател на домакинската комисия в 5-и пехотен дунавски полк. През 1912 г. е произведен в чин подполковник.
Подполковник Данев взема участие в Балканската (1912 – 1913) и Междусъюзническата война (1913) като командир на дружина от 5-и пехотен дунавски полк, като на 1 октомври 1915 г. е произведен в чин полковник.
По време на Първата световна война (1915 – 1918) полковник Данев командва първо 2-ри пехотен искърски полк (1915 – 1917), за която служба съгласно заповед № 679 от 1917 г. по Действащата армия е награден с Военен орден „За храброст“ III степен 2-ри клас, след което поема командването на 2-ра бригада от 3-та пехотна балканска дивизия, за която служба съгласно заповед №355 от 1921 г. по Министерството на войната е награден с орден „Св. Александър“ III степен с мечове по средата. Уволнен от служба през 1918 г. Умира на 2 февруари 1924 г.
Полковник Владимир Данев е женен и има 3 деца.

## Военни звания
- Подпоручик (27 април 1887)
- Поручик (18 май 1890)
- Капитан (1895)
- Майор (1906)
- Подполковник (1912)
- Полковник (1 октомври 1915)

## Образование
- Военно на Негово Княжеско Височество училище (1883 – 1887)

## Награди
- Знак на военния орден „За храброст“ IV степен
- Военен орден „За храброст“ III степен 2 клас (1917)
- Военен орден „За храброст“ IV степен 2 клас
- Царски орден „Св. Александър“ IV степен с мечове по средата
- Царски орден „Св. Александър“ III степен с мечове по средата (1921)
- Народен орден „За военна заслуга“ V степен на обикновена лента
- Орден „За заслуга“ на обикновена лента